# Wineden
Das Dorf Wineden mit etwa 70 Einwohnern gehört zum Markt Markt Rettenbach im Landkreis Unterallgäu, Regierungsbezirk Schwaben, Freistaat Bayern, Bundesrepublik Deutschland, Europäische Union. Die weiterhin bestehende Gemarkung Wineden umfasst neben dem ehemaligen Gemeindegebiet Wineden zusätzlich aus der ehemaligen Gemeinde Lannenberg die Ortsflur von Burg (Unterburg, Oberburg, Neuburg) und erstreckt sich damit bis an die geschlossene Ortslage von Markt Rettenbach.

## Lage
Wineden liegt drei Kilometer südöstlich des Hauptorts der Marktgemeinde Markt Rettenbach auf einer Hochebene östlich des Auerbachs, der 300 Meter südwestlich des Ortsrands entspringt und dessen Quelle bis 2012 die Trinkwasserversorgung für den Ortsteil speiste. Die Höhenlage Winedens (bezogen auf den Höhenfestpunkt an der Kapelle St. Wendelin) wird in topographischen Karten mit 758 Metern über dem Meer angegeben. Der Ort ist durch Gemeindeverbindungsstraßen mit den Nachbardörfern (im Norden beginnend, im Uhrzeigersinn) Buchenbrunn, Rappen (Gemeinde Unteregg), Neuenried (Markt Ronsberg, Landkreis Ostallgäu) und Burg/Markt Rettenbach verbunden. Die nächstgelegene übergeordnete Straße ist in ca. 1,5 Kilometer Entfernung die Kreisstraße MN 28 in (Vorder-)Buchenbrunn.

## Geschichte
Die Bedeutung des Ortsnamens Wineden wird mit „bei den Slawen“ (Winden oder Wenden) erklärt.
Erstmals erwähnt wird das Dorf 1156 unter der Bezeichnung „Gvineden“, um 1180 als „Wendun“. 1367 gehörte Wineden zur Herrschaft Hohentann, 1404 fiel es an die Leutkircher, 1561 gehörte es zur Herrschaft Stein.
Eine Vereinödung, also die Zusammenlegung von landwirtschaftlichen Grundeigentumsflächen (Vorläufer der Flurneuordnung), erfolgte 1780.
1824 hatte Wineden 21 Anwesen. Kirchlich gehört Wineden zur katholischen Pfarrei Markt Rettenbach.
Bis zum 1. Juli 1972 bildete Wineden eine selbständige Gemeinde. Seitdem ist es ein Ortsteil der Marktgemeinde Markt Rettenbach.

## Sehenswürdigkeiten
Einziges denkmalgeschütztes Gebäude des Dorfes ist die Kapelle St. Wendelin, erbaut 1794. Sie enthält Holzfiguren der Heiligen Barbara und Katharina (um 1530), die der Werkstatt von Jörg Lederer zugeschrieben werden.